# Чувашаево
Чувашаево — деревня в Бардымском районе Пермского края на реке Большая Амзя. Входит в состав Березниковского сельского поселения.
По результатам переписи 2010 года численность населения составила 38 человек, в том числе 16 мужчин и 22 женщины.
В 2005 году численность населения составляла 60 человек.
Находится примерно в 12 км к северу от центра села Барда.